# Georg Marcus Stein
Georg Marcus Stein (* 21. Oktober 1738 in Heidelsheim; † 25. Januar 1794 in Durlach) zählte zu den weithin gerühmten Instrumentenbauern und Orgelbauern seiner Zeit.

## Leben
Georg Marcus Stein stammte aus einer Orgelbauerfamilie. Er erlernte sein Handwerk beim Vater; ebenso gab er sein Wissen später an den jüngeren Johann Andreas Stein (1752–1821) weiter, der später Orgelbauer im Baltikum wurde.
Georg Marcus Stein ging danach zu Johann Andreas Silbermann und Johann Heinrich Silbermann nach Straßburg. Ab 1765 arbeitete er bei seinem Cousin Johann Heinrich Stein (1735–1767) in Durlach und übernahm nach dessen frühen Tod die Werkstatt. Am 8. April 1767 erhielt er die Bürgerrechte der Stadt. Stein erweiterte den Wirkungskreis der Werkstatt bis an den Oberrhein und in die linksrheinische Pfalz und wurde privilegierter baden-durlachischer Landorgelbauer.

## Orgelbaudynastie
Die Tochter Katherina Friederike Stein heiratete den Orgelbauer Johann Volkmar Voit (1772–1806) dessen Vorfahren von Geschlecht zu Geschlecht im Orgelbau tätig waren. Johann Volkmar Voit hatte vier Brüder. Carl Friedrich Voit baute ebenfalls Instrumente und Orgeln wie sein Vater und Großvater. Johann Volkmar Voit siedelte von Schweinfurt nach Durlach (heute Stadtteil von Karlsruhe) über.
Johann Volkmar Voit übernahm nach dem Tod von Georg Marcus Stein den Betrieb. Nach dem frühen Tod von Johann Volkmar Voit, der 1804 durch Kurfürst Karl Friedrich zum Badischen Hoforgelmacher ernannt worden war, heiratete die Witwe den Orgelmachergesellen Johann Ludwig Wilhelm Bürgy (1761–1838). Dieser bildete seinen Stiefsohn Louis Voit (1802–1883) zum Orgelbauer aus und machte ihn 1835 zu seinem Teilhaber und Nachfolger. Der Urenkel Heinrich Voit führt den Betrieb weiter.

## Werkliste (Auswahl)
| Jahr    | Ort                      | Gebäude                      | Bild | Manuale | Register | Bemerkungen |
| ------- | ------------------------ | ---------------------------- | ---- | ------- | -------- | --- |
| 1752?   | Neuburg am Rhein         | Ev. Kirche                   |      | I/P     | 13       | 1945 zerstört |
| 1768    | Schopfheim               | Alte Stadtkirche             |      | II/P    | 22       | auf der Westempore; Gehäuse, Windladen und teilweise Traktur erhalten → Orgel                                                                                              |
| 1781    | Opfingen                 | Bergkirche Freiburg-Opfingen |      | I/P     | 13       | Seit 1949 unter Denkmalschutz → Orgel |
| 1784    | Wieslet                  | Evangelische Kirche          |      | I/P     | 9        | 1929 umgesetzt nach Oberweier (Gaggenau) durch die Orgelbauwerkstatt Hess & Binder (Durlach). 1992 restauriert durch OBM Karl Göckel. Heute I+P/10.                        |
| 1787/88 | Wies (Kleines Wiesental) | Evangelische Kirche          |      | II/P    | 23       | Ursprünglich für die evangelische Jakobskirche in Gernsbach gebaut; 1855/56 nach Wies versetzt. 1917 wurden die Prospektpfeifen requiriert. Restaurierung 1963 und 1991/92 |
| 1788/91 | Betberg                  | Evangelische Kirche          |      | I/P     | 12       | → Orgel |
| 1789/91 | Königschaffhausen        | Evangelische Kirche          |      | I/P     | 18       | → Orgel |
| 1795    | Britzingen               | Johanneskirche               |      | I/P     | 15       | 1906 ersetzt → Orgel |